# Tockus
Tockus là một chi chim trong họ Bucerotidae.

## Các loài
- Tockus albiterminatus
- Tockus alboterminatus
- Tockus bradfieldi
- Tockus camurus
- Tockus damarensis
- Tockus deckeni
  - Tockus (deckeni) jacksoni
- Tockus erythrorhynchus
- Tockus fasciatus
- Tockus flavirostris
- Tockus hartlaubi
- Tockus hemprichii
- Tockus jacksoni
- Tockus kempi
- Tockus leucomelas
- Tockus monteiri
- Tockus nasutus
- Tockus pallidirostris
- Tockus ruahae
- Tockus rufirostris

Loài Tockus albocristatus hiện nay được công nhận thuộc chi riêng, với danh pháp là Tropicranus albocristatus

## Phân bố

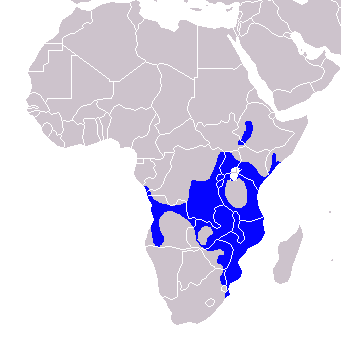
Tockus alboterminatus
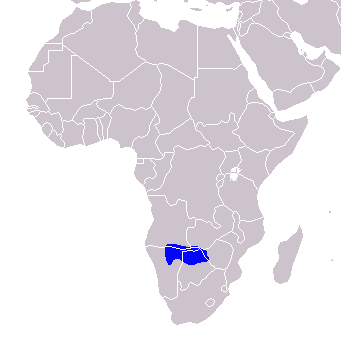
Tockus bradfieldi
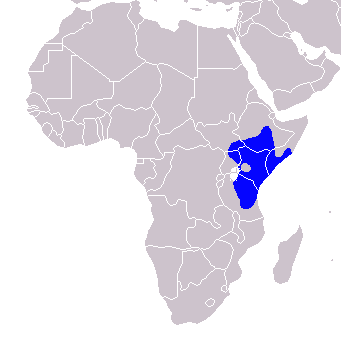
Tockus deckeni
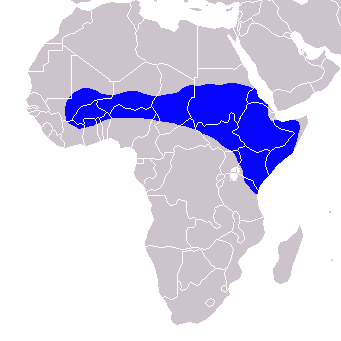
Tockus erythrorhynchus
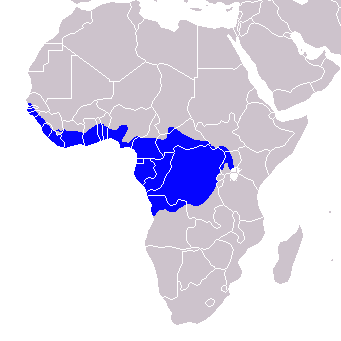
Tockus fasciatus
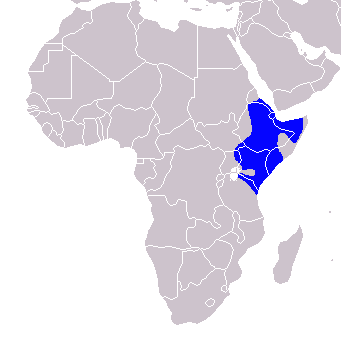
Tockus flavirostris
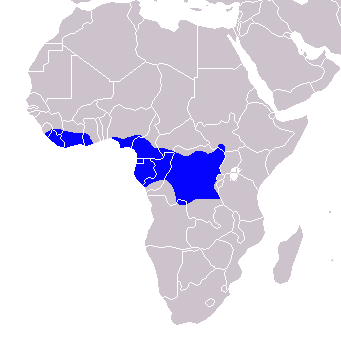
Tockus hartlaubi
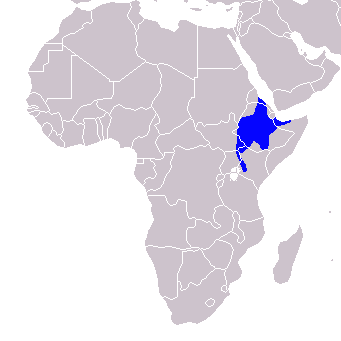
Tockus hemprichii
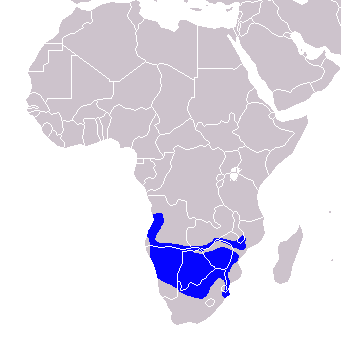
Tockus leucomelas
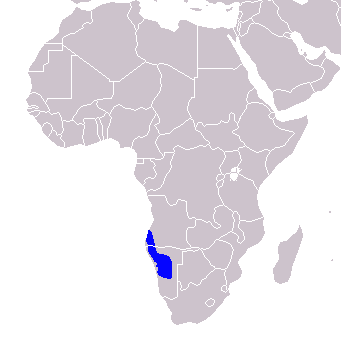
Tockus monteiri
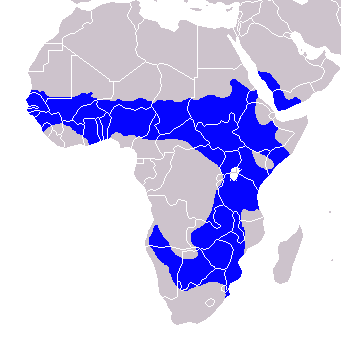
Tockus nasutus
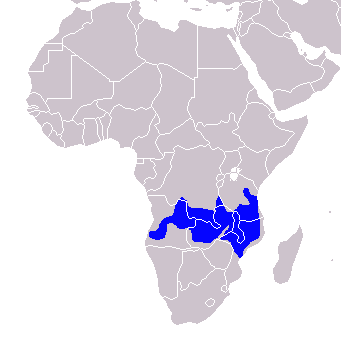
Tockus pallidirostris